# Андреевский (Оренбургская область)
Андре́евский — хутор в Тюльганском районе Оренбургской области, входит в состав Троицкого сельсовета.

## География
Хутор находится на расстоянии примерно 15 км (по прямой) к востоку от посёлка Тюльган, административного центра района.

### Часовой пояс
Хутор Андреевский, как и вся Оренбургская область, находится в часовой зоне МСК+2. Смещение применяемого времени относительно UTC составляет +5:00.

## Население
| 2010 |
| ---- |
| 19   |

### Национальный состав
Согласно результатам переписи 2002 года, в национальной структуре населения русские составляли 67 % из 46 чел.